# Хаг-ам-Хаусрукк
Хаг-ам-Хаусрукк (нем. Haag am Hausruck) — ярмарочная коммуна (нем. Marktgemeinde) в Австрии, в федеральной земле Верхняя Австрия.
Входит в состав округа Грискирхен. Население составляет 2125 человек (на 31 декабря 2005 года). Занимает площадь 17,01 км². Официальный код — 40809.

## Политическая ситуация
Бургомистр коммуны — Антон Граусгрубер (СДПА) по результатам выборов 2003 года.
Совет представителей коммуны (нем. Gemeinderat) состоит из 25 мест.
- СДПА занимает 11 мест.
- АНП занимает 11 мест.
- АПС занимает 3 места.